# Скандал вокруг баскетбольного клуба «Черкасские мавпы»
Баскетбольный клуб «Черкасские мавпы» (укр. Черкаські мавпи), который не попал в Суперлигу в сезоне 2009/2010, борется за выступление в суперлиге в сезоне 2010/2011, которое он, согласно регламенту, заслужил удачным выступлением в высшей лиге.

## Суть скандала
Согласно регламенту соревнований, победитель высшей лиги имеет право участвовать в суперлиге в следующем сезоне. Баскетбольный клуб «Черкасские мавпы» победил в высшей лиге, потому имеет право участвовать в суперлиге 2010/2011. Но постоянно находятся обстоятельства, которые мешают этому.

### Сторонники БК «Черкасские мавпы»
- Равиль Сафиуллин (укр. Сафіуллін Равіль) — министр семьи, молодёжи и спорта Украины[1]. Считает, что в баскетболе должен действовать спортивный принцип.
- ICTV — телеканал[2]. Телеканал показал сюжет о проблемах, связанных с БК «Черкасские мавпы».
- СТБ — телеканал[2]. Телеканал показал сюжет о проблемах, связанных с БК «Черкасские мавпы».
- Верховная рада Украины[3]. Исходя из резонанса «дела „Черкасских мавп“», готовится законопроект, по которому чётко будет прописана система перехода победителя низшей лиги в высший дивизион.
- Фан-клуб БК «Азовмаш»[4]. Болельщики клуба подписали открытое письмо болельщиков.
- Фан-клуб БК «Химик»[4]. Болельщики клуба подписали открытое письмо болельщиков.
- Фан-клуб БК «Черкасские мавпы»[4]. Болельщики клуба подписали открытое письмо болельщиков.
- Фан-клуб МБК «Николаев»[4]. Болельщики клуба подписали открытое письмо болельщиков.
- Фанаты «Будивельника»[4]. Болельщики клуба подписали открытое письмо болельщиков.

### Противники БК «Черкасские мавпы»
- Игорь Коломойский — владелец группы «Приват», спонсирует ряд клубов суперлиги[5]. У Коломойского с акционером БК «Черкасские мавпы» Бродским давняя неприязнь[6][7].
- Ассоциация баскетбольных клубов Украины (АКБУ) «Суперлига». Именно на заседании АБКУ большинством голосов клуб не допустили к выступлению в суперлиге[8].

## Предыстория
В 2008 году, совладелец БК «Черкасские мавпы» Михаил Бродский, поссорившись с президентом ФБУ, решил создать альтернативный чемпионат, в котором были бы те реформы, которые он предлагал ФБУ. Но проект просуществовал недолго. В сезоне 2009/2010 клуб хотел подать заявку на участие в объединённой суперлиге, но приватовские клубы не были рады видеть его. Тогда клуб подал заявку на участие в высшей лиге с прицелом на суперлигу.

## Хронология событий
БК Донецк был распущен из-за отсутствия финансирования и прекратил своё существование. Через месяц БК Донецк нашёл спонсоров и попросил их вернуть в состав участников суперлиги. Было решено, что клуб не будет участвовать в этом сезоне, но получит wild-card на участие в «переходном турнире» вместе с чемпионом высшей лиги и клубом, занявшем 14 место в суперлиге. Это решение противоречит спортивным принципам и регламенту, согласно которому первое место высшей лиги имеет право подать заявку на участие в суперлиге и перейти в неё без всяких переходных турниров. 21 мая 2010 года закончился чемпионат высшей лиги. В этом сезоне «Черкасские мавпы» победили, ни разу не проиграв за сезон, установив таким образом рекорд высшей лиги. В этот же день был принят регламент на сезон 2010/2011, согласно которому любой клуб, который хочет попасть в суперлигу, должен иметь зал на 3500 зрителей. И это при том, что из клубов, уже участвующих в суперлиге, только у двух есть такой зал. Данное решение поставило крест на попадание «Черкасских мавп» в суперлигу даже в случае победы в переходном турнире. Один из акционеров и совладелец БК «Черкасские мавпы» Михаил Бродский назвал решение по поводу зала в 3500 мест правильным, но только при условии, что оно будет распространяться на все клубы Суперлиги. Он также сказал, что клубам надо дать время (3 года), чтобы все клубы могли перестроиться под новые реалии.

3500 мест правильно, но только для всех. Надо дать срок всем. Например три года, а потом лишать права играть. Беня угрожает всем, что перестанет финансировать баскетбол, если мавпы зайдут в лигу.

27 мая 2010 года официально было подтверждено, что переходного турнира, о котором заявлялось ранее, не будет. Болельщики других баскетбольных клубов заступились за «Черкасские мавпы» и написали открытое письмо, в котором выразили солидарность в борьбе за заслуженное место в суперлиге. 30 мая 2010 года президент БК «Черкасские мавпы» Сергей Одарич (укр. Одарич Сергій) заявил о том, что планирует встретиться с министром семьи, молодёжи и спорта Украины Равилем Сафиуллиным (укр. Сафіуллін Равіль), чтобы обсудить данную ситуацию.
1 июня 2010 года болельщики БК «Черкасские мавпы» провели митинг возле стен министерства, чтобы привлечь внимание к своей проблеме.

Главное, что нас услышали. Я думал, что нам будет крайне трудно встретиться с кем-то из официальных лиц. В то же время господин Ларин уделил нам достаточно много времени. Главная суть разговора в том, что пока правонарушений никаких нет, ведь официального отказа черкасском клуба с печатями и тому подобным ещё не было. Если это будет иметь место, то в такой ситуации министерство может отреагировать. Ещё один момент касается спортивных залов. В министерстве, по крайней мере, пока нет документов, в которых фигурировали бы цифры в 3500 зрителей для новичка суперлиги. Несколько настораживает позиция государственного тренера Лапшинова, с которым также удалось пообщаться, он заявил, что нас в суперлиге никто не ждет. Однако, даже несмотря на это, шансы есть.
Оригинальный текст (укр.)Основний момент в тому, що нас почули. Я думав, що нам буде вкрай важко зустрітися з кимось із офіційних осіб. В той же час пан Ларін приділив нам доволі багато часу. Головна суть розмови в тому, що поки що правопорушень ніяких немає, адже офіційної відмови черкаському клубу з печатками і таким іншим ще не було. Якщо це матиме місце, лише в такій ситуації міністерство має можливість реагувати. Ще один момент стосується спортивних залів. У міністерстві, принаймні, поки що немає документів, в яких фігурували б цифри в 3500 глядачів для новачка Суперліги. Дещо насторожує позиція державного тренера Лапшинова, з яким також вдалося поспілкуватися, він заявив, що нас в Суперлізі ніхто не чекає. Однак навіть попри це шанси є.

3 июня 2010 года поступил ответ от Суперлиги на обращение «Черкасских мавп». По сути письмо является отпиской, поскольку в нём было написано только то, что клуб уже знал. 30 июня 2010 года состоялось собрание учредителей Суперлиги, на котором было принято решение не включать «Черкасские мавпы» в Суперлигу. На следующий день федерация баскетбола Украины предложила «Черкасским мавпам» участвовать в Кубке вызова. В этот же день директор ООО СК «Черкассы» объявил о желании оспорить решение учредителей Суперлиги. Баскетбольный клуб «Черкасские мавпы» отказался принимать участие в кубке вызова, расценив предложение ФБУ как «подачку».

Президиум Суперлиги просто не хочет видеть «Черкасские мавпы» в своём чемпионате. Это решение — уничтожение фундамента баскетбола на Украине. Это подтверждение того, что на Украине принято нарушать законы, как в какой-то банановой республике, чудом географически оказавшейся в Европе. Вместе с тем это подтверждение того, что ФБУ и Суперлига выполняет заказы своих доноров. Такие действия направлены на то, чтобы полностью искоренить баскетбол в отдельно взятом регионе, расставив акценты на том, что подобное будет с каждым, кто перейдет функционерам лиги дорогу. Удивительно, все понимают, что «Черкасские мавпы» в этой ситуации абсолютно правы, а решение АБКУ неправомерно. Это, главным образом, политическое решение, однако не следует забывать, что мы — в спорте, где должен побеждать сильнейший. А не тот, кого хотели бы видеть на первом месте. Скажу точно, что мы это так не оставим. Мы будем подавать иск в суд, при этом как украинский, так и международный. Следовательно, уже собираем документы, чтобы отправить их в Лозанну.
Оригинальный текст (укр.)Президія Суперліги просто не хоче бачити «Черкаські мавпи» у своєму чемпіонаті. Це рішення — знищення фундаменту баскетболу в Україні. Це підтвердження того, що в Україні прийнято безпокарано порушувати закони, як в якійсь банановій республіці, що дивом географічно опинилася в Європі. Разом з тим це підтвердження того, що ФБУ та Суперліга виконує замовлення своїх донорів. Такі дії спрямовано на те, щоб повністю викорінити баскетбол в окремо взятому регіоні, розставивши акценти на тому, що подібне буде з кожним, хто перейде функціонерам ліги дорогу. Дивина, всі розуміють, що «Черкаські мавпи» в цій ситуації абсолютно праві, а рішення АБКУ неправомірне. Це, головним чином, політичне рішення, однак не слід забувати, що ми — у спорті, де має перемагати сильніший. А не той, кого хотіли б бачити на першому місці. Скажу точно, що ми все так не залишимо. Ми будемо подавати позов до суду, при цьому як українського, так і міжнародного. Отже, вже збираємо документи, аби надіслати їх до Лозани.

Моё мнение таково: играть составом Высшей лиги против европейских команд — пусть и не лучших в своих чемпионатах, но готовившихся к выступлению на подобном уровне — не совсем этично. Да и не вполне понятна логика ФБУ: как можно предлагать участие команды в еврокубках, если, по мнению Суперлиги, наш зал не соответствует требованиям даже внутреннего чемпионата? Разумеется, клуб не рискнул принять скоропалительное решение и ответил отказом на неожиданное предложение.

5 июля 2010 года на официальном сайте «Черкасских мавп» было опубликовано интервью с президентом клуба Сергеем Одаричем, в котором он сказал, что будет бороться за суперлигу во что бы то ни стало. 7 июля 2010 года сюжет о скандале в украинском баскетболе показали каналы СТБ и ICTV. На следующий день состоялась четырёхсторонняя встреча, на которой министр семьи, молодёжи и спорта Украины поддержал спортивный принцип и сказал, что если и вводить ограничение на количество зрительских мест, то оно должно вводиться заранее и распространяться на все клубы, тем самым поддержав позицию Бродского.

В результате сегодняшней четырёхсторонний встречи, Равиль Сафиулин чётко высказался в поддержку «Черкасских мавп». То есть выразил позицию по поддержке спортивного принципа, согласно которому победитель низшего дивизиона должен переходить в лигу рангом выше. Относительно правила о количестве зрительских мест в зале, то оно должно быть принято заранее и распространяться на все клубы-участники. Вместе с тем Сафиулин поручил представителям ФБУ и Суперлиги в ближайшее время принять соответствующие решения, чтобы спортивный принцип был сохранён.
Оригинальный текст (укр.)У результаті сьогоднішньої чотирьохсторонньої зустрічі, Равіль Сафіулін чітко висловився у підтримку «Черкаських мавп». Тобто висловив позицію щодо підтримки спортивного принципу, за яким переможець нижчого дивізіону має переходити до ліги рангом вище. Щодо правила про кількість глядацьких місць в залі, то воно мало бути прийняте завчасно і розповсюджуватися на всі клуби-учасники. Разом з тим Сафіулін доручив представникам ФБУ та Суперліги найближчим часом прийняти відповідні рішення для того, щоб спортивний принцип був збережений.

21 июля 2010 года министерство семьи, молодёжи и спорта обратилось к АКБУ «Суперлига». В своём письме министерство заявило, что считает «правило 3500» и недопуск «Черкасских мавп» в суперлигу дискриминацией, что недопустимо в спорте.

Министерство семьи, молодёжи и спорта Украины считает необходимым предупредить о недопустимости принятия дискриминационных решений по установленным общим собранием учредителей (участников) АКБУ «Суперлига» требованиям к новым клубам-участникам относительно минимального количества зрительских мест в зале для обслуживания матчей суперлиги на уровне 3500.
В то же время министерство просит предоставить информацию, на основании чего баскетбольной команде «Черкасские мавпы» было отказано в участии в XX чемпионате Украины по баскетболу среди мужских команд Суперлиги.
Оригинальный текст (укр.)Мінсім'ямолодьспорт вважае за необхідне попередити про неприпустимість прийняття дискримінаційних  рішеннь щодо встановлення загальними зборами Засновників (Учасників) АКБУ Суперліга вимог до нових клубів-учасників відносно мінімальної кількості глядацьких місць в залі для обслуговання матчів Суперліги на рівні 3500.
В той же час Міністерство просіть надати інформацію, на підставі чого баскетбольній  команді "Черкаськи мавпи" було відмовлено в участі в XX чемпіонаті України з баскетболу серед чоловічих команд Суперліги.

24 июля 2010 года болельщики БК «Черкасские мавпы» обратились за помощью к президенту Украины Виктору Януковичу как «к человеку, обладающему бесспорным авторитетом» за помощью. 25 июля 2010 года был опубликован ответ «Суперлиги» на письмо министерства семьи, молодёжи и спорта. В своём ответе «Суперлига» упрекнула министерство в том, что они лезут не в своё дело, а также обвинила в лоббировании интересов БК «Черкасские мавпы».
В сентябре официальный сайт БК «Черкасские мавпы» обнаружил, что в окончательном регламенте Суперлиги отсутствует пункт про количество мест, которому клуб не соответствует и на основании которого не оказался в суперлиге.

## Реквием за 3500
Статья баскетбольного обозревателя Алексея Игнатенко, в которой он высказал своё мнение по поводу нововведений Суперлиги, принятых на заседании АБКУ 21 мая. В ней он выдвинул предположение, что все нововведения созданы не для того, чтобы развивать баскетбол, а лишь для того, чтобы не пустить победителя высшей лиги «Черкасские мавпы» в Суперлигу. Широкое копирование этой статьи различными сайтами Украины привлекло внимание к скандалу вокруг клуба «Черкасские мавпы», потому данную статью можно назвать «отправной точкой», благодаря которой и появился общественный резонанс.